# Scared of Beautiful
"Scared of Beautiful" é uma canção gravada pela cantora e compositora norte-americana Brandy Norwood para o seu sexto álbum de estúdio, Two Eleven (2012). Foi composta pelo cantor Frank Ocean com o auxílio de Warryn Campbell e Breyon Prescott, responsáveis também pela produção e arranjos. Originalmente, a canção era apenas uma das muitas concebidas pelo duo de produção Midi Mafia para Ocean, até ter chegado ao conhecimento da equipa de Norwood que, por sua vez, declarou ter adorado a faixa, tendo a artista prontamente gravado-a com uma instrumentação significativamente diferente da versão original do compositor, consistindo essencialmente em sintetizadores e guitarras eléctricas. Musicalmente, é uma balada de rhythm and blues de ritmo moderado cuja letra aborda a protagonista a olhar profundamente para si mesma e a pensar no seu amadurecimento pessoal, bem como em ser destemida.
Considerada por Norwood como uma das suas favoritas de Two Eleven, a obra foi originalmente planeada para ser um dueto entre a própria e Ocean, todavia, sessões de gravação com o último, marcadas na última da hora, não se concretizaram. Em geral, embora não universalmente, "Scared of Beautiful" foi recebida com opiniões favoráveis pela crítica especialista em música contemporânea, com elogios sendo feitos ao seu arranjo musical bem como à influência notável da aura artística de Ocean. Alguns dos resenhistas descreveram-na como uma balada com letras "frenéticas" e consideraram-na um destaque do álbum. Aquando do lançamento inicial de Two Eleven, "Scared of Beautiful" estreou na 48.ª colocação da tabela musical de singles internacionais da Coreia do Sul.

## Antecedentes e desenvolvimento
"Nós sempre tivemos uma química fantástica, e ambos compreendemos música de maneiras semelhantes. Trabalhar com ele neste álbum foi igualmente bom, e eu espero poder entrar [no estúdio de gravação] mais vezes com ele porque a sua música é muito comovente. Sinto-me inspirada por ele. Eu acho ele um óptimo artista e nem sequer tem noção do que o futuro lhe reserva."

— Norwood a abordar, em entrevista à Billboard, os seus sentimentos à respeito da experiência de trabalho com Frank Ocean.
Primeiramente, Ocean havia trabalhado com Norwood na produção e composição do quinto álbum de estúdio da cantora, Human (2008), no qual co-escreveu "1st & Love" e "Locket (Locked in Love)", esta última inclusa apenas no alinhamento de faixas da edição deluxe norte-americana do disco. Além disso, ele escreveu também "Quickly", um dueto entre Norwood e o cantor John Legend gravado no mesmo ano e incluso no terceiro álbum de estúdio do último, Evolver (2008). Estas duas etapas acabaram por se tornar as fases de um processo que posteriormente viria a desenvolver uma relação bastante próxima entre ambos artistas. Norwood iniciou o processo de composição das canções para o seu sexto álbum de estúdio na mesma semana em que Human foi lançado. Não obstante, foi reportado em meados de 2009, aquando da escolha da compositora Amanda Ghost para assumir o cargo de presidente da editora discográfica Epic Records, que a cantora havia sido despedida da mesma e também da distribuidora fonográfica Roc Nation. Todavia, a gerência de Norwood refutou tal afirmação em Julho seguinte: "Eles [Epic] não a despediram. Nós estamos a tentar conseguir um lançamento deles. Estamos à espera". Eles afirmaram também que "Brandy e Roc Nation separaram-se mutuamente". Mais tarde, um acordo conjunto para Norwood entre a RCA Records e o empresário Breyon Prescott, presidente da Chameleon Records, foi finalizado nos fins de 2010 e revelado para o público em Agosto do ano seguinte, momento no qual o lançamento do seu sexto trabalho de estúdio fora confirmado para Maio de 2012. "Eu estou muito animada com este álbum por ele ser totalmente R&B e sobre como descobrir o novo som de R&B, e essa foi a batalha para mim. Eu queria fazer uma coisa diferente — eu não queria apenas cantar sobre amor por cima de batidas regulares. Este será um álbum diferente, mas claramente não irá deixar de expressar o amor que sinto agora, as batalhas e diferentes situações pelas quais passei... A minha música tende sempre a ser a banda sonora da minha vida e é definitivamente inspirada por aquilo que vejo as outras pessoas passarem por...", disse Norwood logo após ter assinado o contrato em 2011.
"A evolução de Brandy é louca. Eu passei por algumas coisas sobre as quais ainda não cantei... Desde a separação do meu ex-noivo, as batalhas desde o acidente de carro, e depois Human não se desempenhar bem de todo, e depois ser enganada e eliminada do Dancing with the Stars; parece que vem apenas falhanço após falhanço após falhanço... Estou a trazer tudo que tenho para dar. Tudo que tenho para este projecto. Eu honestamente sinto que não estou a tentar ser emocional mas sinto mesmo que esta é a minha última chance."
— Brandy a falar sobre os temas que seriam abordados no seu sexto álbum de estúdio.

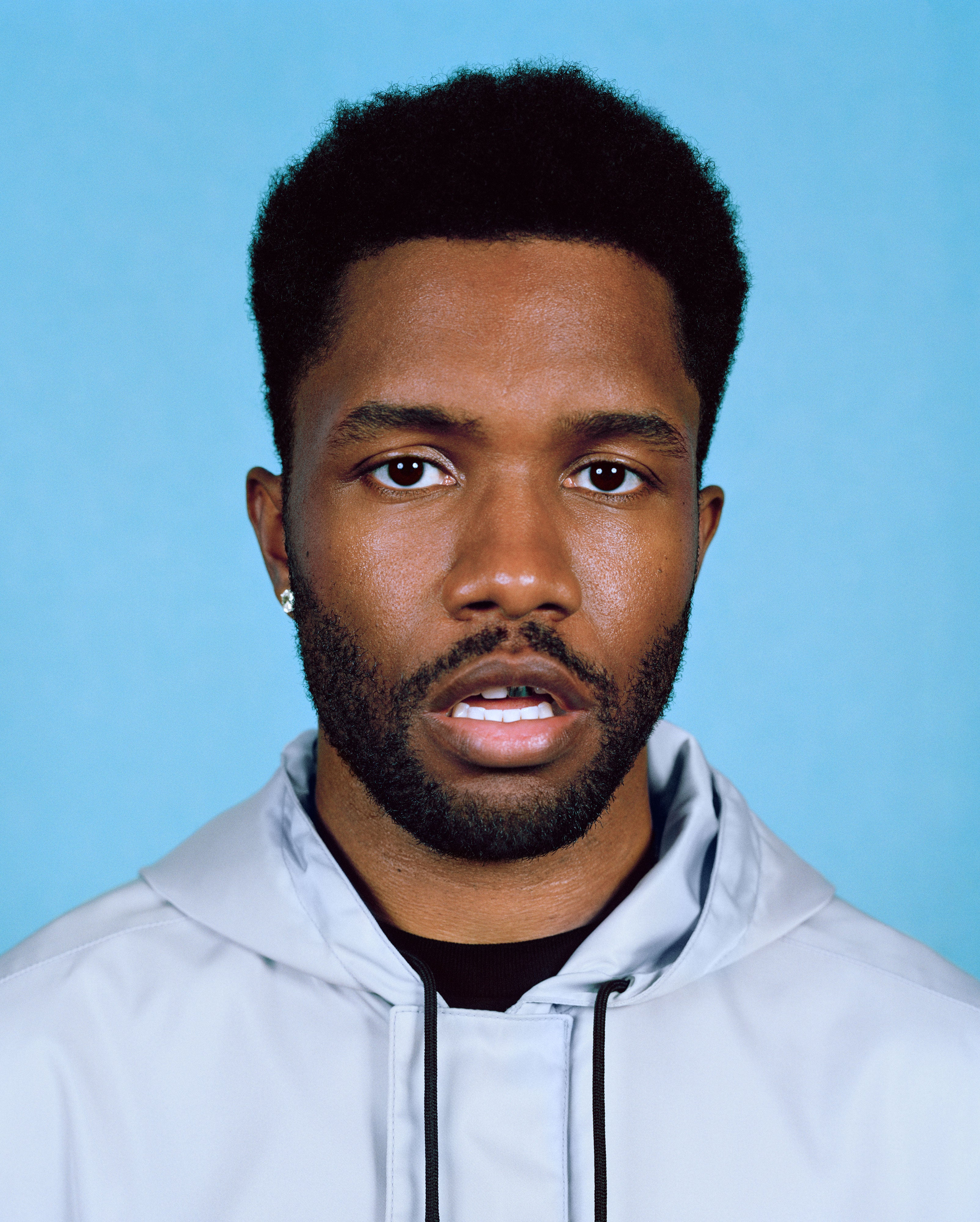
Frank Ocean (imagem) havia composto e gravado uma versão demo de "Scared of Beautiful", mas jamais chegou a divulgá-la. Inicialmente, logo após Norwood tê-la descoberto, a canção havia sido concebida como um dueto entre o compositor e a cantora. Contudo, esta ideia não se materializou pois Ocean não pôde estar presente para a respectiva sessão de gravação.

Em Março de 2012, a cantora anunciou que Ocean seria um dos colaboradores para o seu sexto álbum de estúdio, intitulado Two Eleven. Embora Ocean não tenha composto "Scared of Beautiful" especificamente para Norwood, ela declarou que a canção estava naquele momento em suas posses: "Está no meu álbum. Tenho direitos sobre ela... 'Frank Ocean, você escreveu aquela canção para mim, você apenas não sabia disso'", brincou ela. Uma versão demo gravada por Ocean foi divulgada ilegalmente na internet nos fins de 2011 como uma faixa de The Lonny Breaux Collection, um álbum de compilação não-oficial de demos não-lançadas do artista. Produzida e arranjada por Waynne Nugent e Kevin Risto — membros do duo Midi Mafia — juntamente com os compositores Tim Stewart e Lamont Neuble, apresenta uma instrumentação conduzida por guitarras. A canção foi concebida pelo Midi Mafia enquanto Ocean produzia a sua primeira mixtape, Nostalgia, Ultra (2011); contudo, acabou não sendo inclusa no alinhamento de faixas da mesma, ficando assim esquecida. Norwood tomou conhecimento da música a partir do próprio Ocean enquanto trabalhavam em Two Eleven, tendo em seguida gravado uma versão a capella e a publicado para os seus fãs no SoundCloud. Após isto, Prescott levou a gravação da cantora e entrou em contacto com o seu primo Warryn Campbell que, por sua vez, era também produtor musical, para o ajudar na produção e arranjos. Campbell revelou que após ouvir a versão de Norwood, versão esta que havia sido deixada na sua secretária em um disco, ficou bastante emocionado e, logo de seguida, reuniu a sua equipa para fazerem os devidos arranjos no tema. Juntamente com Prescott, produziram a sua própria versão de "Scared of Beautiful" usando apenas os vocais pré-gravados de Norwood e sem tomar conhecimento algum da versão por Ocean. Todavia, após ser advertido por um elemento da sua equipa sobre a gravação demo original de Ocean, ele refez os mesmos de modo a poder "fazer justiça" à obra original do cantor, por quem revelou ter bastante apreço.
Em Two Eleven, a obra havia sido concebida para ser um dueto entre Norwood e Ocean, e esperava-se que o duo trocasse letras sobre olhar para frente e não para trás, com frases como "No wonder why there's no mirrors on these walls no more / You can't tell me why you're so terrified of beautiful". No entanto, a versão inclusa na edição final do alinhamento de faixas do disco contém apenas os vocais de Norwood e apresenta as letras ligeiramente modificadas e uma instrumentação significativamente diferente. Isto aconteceu pois Ocean não se pôde fazer presente nas sessões de gravação agendadas na última da hora. Falando sobre como a canção surgiu em entrevista à revista Rap-Up, a artista afirmou: "Bem, ele tinha a canção há já algum tempo, e quando a ouvi, ela literalmente falou comigo. Há momentos em que chegámos a um ponto na vida no qual temos medo de ser grandiosos, temos medo de ser bonitos, temos medo de ser a melhor versão de nós mesmos e você fala consigo mesma e tenta voltar à trajectória certa. Eu me lembro bem de sentir-me assim em um determinado ponto da minha vida. Eu sei que há muitas pessoas por aí afora a passarem por esse momento sombrio e senti que [esta canção] poderia atingir um monte de pessoas. Ele é um compositor tão brilhante. É um poeta, eu adoro isso nele. Foi um enorme contributo ter ele a escrever uma canção tão bonita e eu ter tido a chance de cantá-la, uma grande benção. Fico muito feliz por o mundo ter conhecimento dele." Considerada pela própria como uma das suas canções favoritas em Two Eleven, Norwood ressaltou em entrevista ao VH1 que "Scared of Beautiful" é a sua própria "The Greatest Love of All" (1986), fazendo uma alusão ao clássico da sua ídolo Whitney Houston.
Considerada como uma das canções mais aguardadas de Two Eleven — finalmente lançado a 12 de Outubro de 2012 na América do Norte — "Scared of Beautiful" fora confirmada como a décima primeira faixa do alinhamento da versão padrão do disco em Março de 2012. "Eu acredito em Two Eleven e eu apenas quero dizer com todas as fibras do meu ser: 'você vai se divertir quando ouvir este álbum'", disse a artista aquando do lançamento do projecto.
Não obstante, em Agosto de 2010, foi revelado através de uma conferência de imprensa publicada pela editora discográfica Def Jam Recordings o alinhamento de faixas inicial do quinto álbum de estúdio de Rihanna, Loud (2010). "Scared of Beautiful" e "California King Bed" foram observadas pelos críticos como as únicas baladas a aparecerem no projecto. Contudo, quando o alinhamento de faixas final foi publicado, apenas a última canção aparecia no álbum. Em Abril de 2012, Risto declarou que "Scared of Beautiful" havia sido gravada por vários outros cantores de renome que já trabalharam com Ocean, inclusive Beyoncé Knowles e a própria Rihanna, mas, "por algum motivo, simplesmente não entrou no álbum de ninguém".

## Estrutura musical e conteúdo
"Scared of Beautiful" é uma canção composta por Frank Ocean, um membro do grupo musical colectivo Odd Future, juntamente com o produtor Warryn Campbell e Breyon Prescott. Os primos Campbell e Prescott ficaram à cargo da produção e arranjos, com este último prestado apenas serviços adicionais. Jaycen Joshuaby ficou à cargo da mixagem da faixa, enquanto Trehy Harris dava assistência na engenharia acústica da mesma; ambas tarefas foram executadas no Larrabee Sound Studios numa região do Vale de São Fernando na Califórnia. Musicalmente, é uma canção de ritmo moderado definida no compasso de tempo comum que incorpora o género musical rhythm and blues (R&B), à medida que é também influenciada levemente pelo soul, com duração total de três minutos e 46 segundos. O seu andamento se desenvolve no metrónomo de 320 batidas por minuto, e a obra segue a sequência harmónica básica de Mi menor—Dó—Sol—Ré.
O tema inicia com uma batida rítmica acompanhada por sintetizadores no pano de fundo, que constituem a instrumentação da obra, com a artista cantando a primeira estrofe: "Turn a lamp on, let me talk to ya / See that light bulb, does somehting to ya", que é acompanhada pela ponte: "Myself ain't never talked to me like that before / And I wonder what on earth is he searching for". Após isto, segue-se o refrão: "No wonder why there's no mirrors on these walls no more / You can't tell me why you're so terrified of beautiful". Esta sequência vai se repetindo ao longo da música até ao segundo refrão, momento no qual se desenvolve o breakdown: "Mirror mirror on the wall / Who's the fairest of them all", fazendo referência à expressão "Espelho meu, espelho meu", proferida pela personagem Rainha do conto de fadas Branca de Neve.
"'Scared of Beautiful' é uma gravação pessoal. É sobre você ter receio de ser a melhor versão de você mesmo. Muitos de nós temos medo de sermos nós mesmos. Eu sei que tive medo disso durante um tempo muito longo. É tão engraçado, tão fácil de acreditar nas coisas negativas sobre você mesma e fica mais difícil aceitar o bom. É isso que esta canção basicamente representa. Você pode tomá-la como qualquer coisa que esteja a acontecer na sua vida, a respeito das suas inseguranças ou seja o que for. Todos nós passamos por isso, sendo o melhor de nós que conseguimos ser."

— Norwood a falar sobre o tema de "Scared of Beautiful".
Norwood descreveu "Scared of Beautiful" como um retrato "acerca do medo de ser a melhor versão de si mesma, a melhor parte de você." As suas letras centram-se em uma protagonista que apresenta um medo enorme de enfrentar a sua beleza, metáfora esta usada para evidenciar o seu receio de ser algo maior do que aquilo que é. Observada pela cantora como um tema "sobre mulheres que têm medo de ser bonitas em pleno potencial. Eu já passei por isso antes então conheço um monte de mulheres que se podem relacionar com isso."

## Crítica profissional
| Críticas profissionais | Críticas profissionais |
| Avaliações da crítica  | Avaliações da crítica  |
| Fonte                  | Avaliação              |
| ---------------------- | ---------------------- |
| Billboard              | (positiva)             |
| Boston Globe           | (positiva)             |
| FACT                   | (positiva)             |
| HitFix                 | (positiva)             |
| Los Angeles Times      | (positiva)             |
| Rap-Up                 | (positiva)             |
| Slant Magazine         | (mista)                |

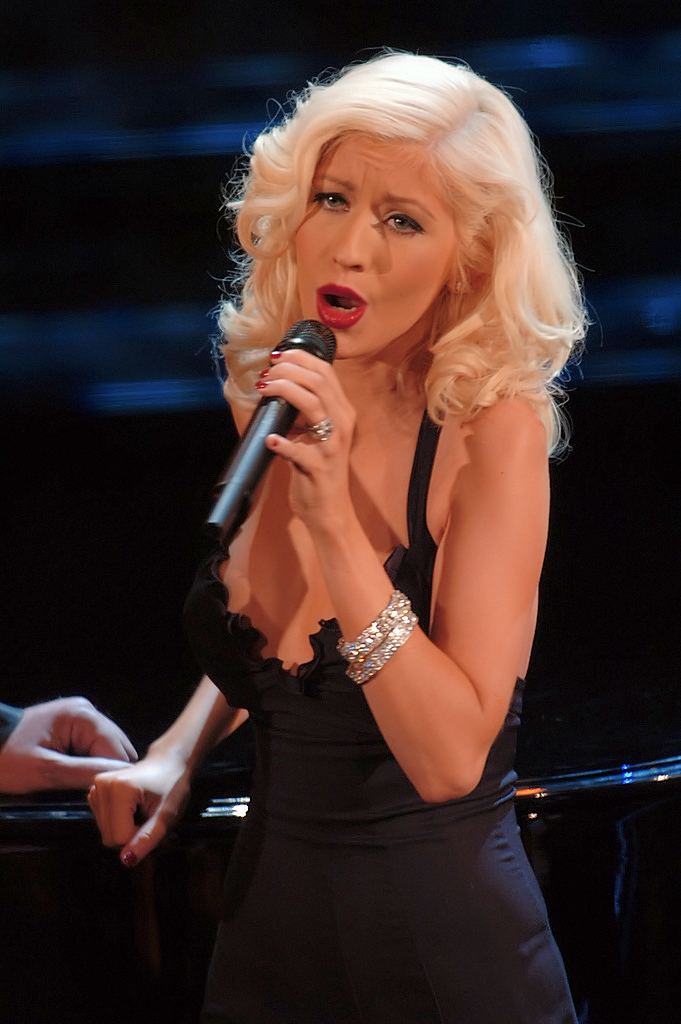
Um resenhista encontrou semelhanças entre o tema retratado em "Scared of Beautiful" com o de "Beautiful" (2002), canção de Christina Aguilera (imagem).

Andrew Hampp, para a revista musical Billboard, achou que embora "Scared of Beautiful" contenha uma das letras mais vulgares de Two Eleven ("scared of the dark more than the light", um interlúdio de "mirror, mirror" na ponte), Norwood conseguiu torná-las em uma "descoberta emocional que referencia a batalha da cantora com distúrbios alimentares ao longo dos anos". Ele concluiu que "tudo culmina em uma conclusão distendida que demonstra Brandy a confessar com uma voz honesta reminiscente a 'Bad Religion' de Ocean, que está no seu projecto deste verão, Channel Orange." A revista FACT olhou para a faixa como um destaque de Two Eleven, escrevendo: "a produção por Warryn Campbell é sublime, o momento no qual a guitarra entra por cima daqueles 808s filtrados a mandar arrepios à espinha colectiva da FACT." Após ter achado a canção "'Without You' meio frenética" na sua análise de Two Eleven para a revista Soul Culture, Angie Writes concluiu que nessa faixa, bem como em "Scared of Beautiful", Norwood foi "100% autêntica". Ela comentou que a obra foi "feita à medida para Brandy e para a legião de fãs que se conectaram à sua transparência. Uma confrontação generosa, 'Scared of Beautiful' reflecte a luta pessoal de Brandy ao longo dos anos, em ambos níveis profissional e pessoal para se sentir 'bem o suficiente'. Ferozmente introspectiva, esta pedra preciosa leva-nos ao caminho da aceitação da melhor parte de nós mesmos."
Mikael Wood, para o jornal Los Angeles Times, comentou que "Brandy encontrou alguns colaboradores capazes — e inesperados — para a ajudarem [a fazer um retorno para a trajectória correcta], inclusive Frank Ocean que compôs a própria Frank Ocean-esca 'Scared of Beautiful'." Melinda Newman, para a revista electrónica HitFix, chamou a obra de "uma das canções mais vivas do álbum". Ken Capobianco, para a revista Boston Globe achou que "a versão de 'Scared of Beautiful' subtilmente observada e honesta de Frank Ocean está entre os seus [Brandy] momentos mais belos." Ele concluiu a sua resenha afirmando que esta faixa, juntamente com a sua sucessora no disco, "Wish Your Love Away", mostram "o quão importante uma boa canção é para o seu sucesso. Com os seus produtores a ampliarem subtilmente os seus vocais com harmonias exuberantes, Brandy executa estas músicas com confiança." Em contraste, Andrew Chan, para o periódico Slant Magazine, teve uma opinião mista, escrevendo: "melodicamente, a canção é um material de se jogar fora de Ocean, mas as letras esquizofrénicas permitem à Brandy testar o seu dom de narradora — algo que não veio naturalmente nas performances às vezes não-convincentes da sua juventude." Ele achou que neste tema, "Brandy deixou nenhum espaço para ulular, levando a si mesma para o fundo do seu alcance vocal apenas para usar a sua imagem de espelho como uma afirmação pessoal." Elliot Robinson, para o blogue So So Gay, declarou que "Scared of Beautiful" é uma "faixa no estado latente, mas também um pouco sinuosa e não-memorável, apresentando um tema no mesmo território que o êxito monstruoso de Christina Aguilera, 'Beautiful' (2002)."
Ambas revistas Rap-Up e USA Today posicionaram a canção na lista das suas favoritas de Two Eleven.

## Desempenho nas tabelas musicais
Na publicação de 27 de Outubro de 2012 da Gaon, "Scared of Beautiful" estreou no número 48 da tabela musical de singles internacional sul-coreana, registando um acumulado de sete mil e cem unidades digitais comercializadas duas semanas após o lançamento de Two Eleven naquele território.

## Apresentações ao vivo
"Scared of Beautiful" foi inclusa no repertório de canções interpretadas ao vivo por Norwood no evento Rams Head Live!, decorrido em Baltimore, Maryland, em Novembro de 2011. Em Novembro do ano seguinte, Norwood interpretou "Without You" e "Scared of Beautiful" em um concerto no Teatro Howard em Washington, D.C.. Esta apresentação foi vangloriada por críticos musicais, que elogiaram maioritariamente a sua decisão de cantar essas duas músicas específicas ao invés de quaisquer outras de Two Eleven. Em Janeiro de 2013, um vídeo da cantora durante um ensaio de "Scared of Beautiful" para um concerto ao vivo foi publicado online pela página TrueExclusives.com.

## Alinhamento de faixas
Em todas as versões lançadas de Two Eleven, "Scared of Beautiful" aparece como a décima primeira faixa do alinhamento.
- Two Eleven (#88725442842)[22]

1. "Scared of Beautiful" (versão do álbum) — 3:46

## Créditos e pessoal
Os créditos seguintes foram adaptados do encarte do álbum Two Eleven (2012):
- Gravada e misturada no estúdio Larrabee Sound em North Hollywood, Los Angeles, CA
- Breaux, Christopher — composição
- Campbell, Warryn — composição, produção e arranjos
- Joshua, Jaycen — mistura
  - Harris, Trehy — assistência
- Kutch, Dave — masterização
- Norwood, Brandy — vocais principais, vocais de apoio
- Prescott, Breyon — composição, produção e arranjos